# 蓑田真璃
蓑田 真璃（みのだ まり、1991年11月1日 - ）は、千葉県出身の女子競輪選手。日本競輪選手会千葉支部所属、ホームバンクは千葉競輪場。日本競輪学校（当時。以下、競輪学校）第110期生。師匠は鈴木栄司（50期）。夫は競輪選手の田頭寛之（109期）。

## 経歴
小学校時代はサッカー、中学・高校時代はバレーボールに打ち込んでいた。日本大学に進学しトライアスロンのサークルに入っていたときに先輩からガールズケイリンを勧められ、競輪選手を志すことになったという。
2014年12月24日、競輪学校第110回技能試験に合格。在校競走成績は13位（8勝）。
2016年7月8日、松戸競輪場でデビューし6着。初勝利は同年7月10日の松戸競輪場で挙げた。
2020年6月20日、同じ競輪選手で養成所の同時入学でもあった田頭寛之（109期）との結婚を発表。なお、夫の田頭が蓑田家に婿入りし蓑田姓に改姓している（併せて7月9日付けで千葉支部に移籍）。
第一子を妊娠したため産休に入り、2023年7月4日に長男を出産した。
2025年1月8日、高知FIIからレース復帰し、復帰戦は3着とした。